# 카우드 립턴
클리퍼드 카우드 "립" 립턴(Clifford Carwood "Lip" Lipton, 1920년 1월 30일 – 2001년 12월 16일)은 제2차 세계 대전 도중 101 공수 사단 506 낙하산 보병 연대 2대대 E 중대에서 복무한 미국 육군 장교이다. 립턴은 육군에 1942년 이병 계급으로 입대하였다. 유럽 전장에서 립턴은 중대의 중사가 되었으며 최종적으로는 전시 임관을 통해 소위가 되었다. 립턴은 이 일이 자신에게 “생애에 있어서 가장 큰 영광”이었다고 말하였다.

## 어린 시절
립턴은 미국 웨스트버지니아주 헌팅턴에서 태어나고 자랐다. 립턴의 아버지는 립턴이 10살 때 자동차 사고로 사망하였다. 립턴의 어머니는 “집안의 남자 중 가장 나이가 많은 남자” 로서 립턴에게 큰 기대를 걸었다. 헌팅턴의 마셜 대학교에서 1년을 마친 립턴은 가정의 재무 문제로 인해 학교를 자퇴한 후 군수 공장에 취직하였다. 라이프지에 실린 공수부대원들이 받는 혹독한 훈련과, 왜 육군의 많은 부대들 중 공수부대가 최고중 하나로 평가받는지에 대한 기사를 읽은 뒤, 립턴은 1942년 공수부대에 자원했다.

## 군사 훈련 과정
립턴은 D-데이(시카고 작전/오버로드 작전)이 끝나고 얼마 지나지 않아 갑자기 중대의 중사로 진급하였다. 립턴은 언제나 중대원들의 사기를 높은 상태로 유지하려 했으며, 중대원들의 잠재력을 최대로 끌어올리려고 노력했다. 이러한 노력들이 상부의 장교들에게 알려진 것이다.
프랑스로 떠나는 D-데이가 얼마 남지 않았을 때, 립턴과 다른 몇 명의 부사관들은 자신의 계급장을 반납하고 다른 중대로 전출할 것을 요구하였다. 이 사건의 원인은 부사관들이 중대 지휘관인 허버트 소블 대위가 무능하다고 믿었기 때문이었다. 립턴과 다른 부사관들은 상관에게 욕을 먹긴 했지만, 이들에게 큰 징계는 가해지지 않았다.(마이런 래니 하사은 일병으로 강등되었고, 다른 하사는 다른 중대로 전출되었지만 나머지 부사관들은 징계를 받지 않았다)

## 제2차 세계대전
카우드 립턴은 노르망디에 강하하는 데 사용된 C-47 스카이트레인에서의 ‘강하의 달인(강하조장)’ 중 한 명이었다. 립턴은 노르망디에 강하하였고 이지 중대의 행정관인 리처드 윈터스 중위와 101 공수 사단의 다른 사병 몇 명, 82 공수 사단의 사병 2명과 함께 만날 수 있었다. 이들은 이후 몇 명의 이지 중대원들과 합류하였으며, 카렝탕을 목표로 남쪽으로 진군하였다.
이지 중대가 유타 해변을 포격하던 4문의 105밀리 박격포(공격 전에는 88밀리라고 알고 있었다)를 파괴한 전투인 브레꾸르 마뇨르 전투가 진행되는 동안 립턴은 마이런 래니 이병과 함께 조를 이뤘다. 립턴과 래니는 나무에 올라 멀리 떨어진 몇 명의 독일군을 향해 사격하였다. 이지 중대는 끝내 4문의 대포를 파괴하였으며, 립턴은 공로를 인정받아 청동 무공 훈장을 수여받았다.
립턴은 카렝탕 전투에서 폭탄 파편에 의해 부상당했는데, 파편 중 하나는 얼굴에 맞았고, 다른 하나는 립턴을 거의 거세할 뻔했다. 이 부상으로 립턴은 퍼플 하트를 수여받았다. 립턴은 부상을 치료하기 위해 잠시 이지 중대를 떠났으며 얼마 지나지 않아 행복한 마음으로 돌아왔다.
마켓가든 작전의 실행이 계획되었을 때쯤, 이지 중대의 인원 부족이 문제가 되었고, 부족한 인원은 보충병들이 채웠다. 카우드 립턴은 많은 보충병 출신 퇴역 군인들이 곧바로 진정한 군인이라고 느낀 몇 안되는 고참들 중 한 명이었다. 립턴은 마켓가든 작전 동안 보충병들을 도왔다.
립턴은 이지 중대가 에인트호번을 독일군으로부터 해방시켰을 때, 이지 중대의 숙영지 전방의 다리를 정찰하는 정찰조의 일원이었다. 소규모의 정찰조가 네덜란드의 교차로에 다달았을 때 정찰조 중 한 명이 독일군의 수류탄에 의해 심각한 부상을 당했으며, 이지 중대원들이 소집되었고 중대원들에게 교차로의 잔여 독일군 소탕작전에서의 역할들이 주어졌다. 립턴은 처음 투입된 공격조에 포함되지는 않았지만, 다음날 아침 중대와 합류하여 숙영지로 돌아왔다. 이지 중대는 자신들에게 유리한 지형을 이용한 기습 공격을 통해 교차로에 있던 2개 중대가 넘는 나치 친위대를 섬멸하였다.
이지 중대가 안헴에서 퇴각할 때 있었던 페가수스 작전은 고립되어 있던 140명이 넘는 영국 1 공수여단 ‘레드 데블스’를 캐나다 공병대의 도움을 받아 보트로 강을 건너서 구출해 내는 규모가 작고 위험이 적은 작전이었다. 립턴과 중위 프레드릭 하일리거는 작전이 성공하는 것을 지켜보았다.
중대원들이 허버트 소블보다 더 나쁘다고 생각했던 노먼 다이크 중위의 새로운 지휘 하에서, 벨기에의 포이를 내려다보는 아르덴 숲에서 립턴은 중대원들의 사기를 북돋았으며, 다이크의 빈약한 지휘력으로 인해 립턴은 비공식적인 부대 지휘관이 되었다. 포격이 진행될 때, 립턴은 포탄들이 터지는 것을 보고 웃었는데, 그 이유는 어린 시절의 7월 4일 독립 기념일 불꽃놀이가 기억났기 때문이었다. 립턴은 훗날 조지프 토이가 두 다리를 잃은 큰 부상을 입은 사실을 알았더라면 웃지 않았을 것이라고 회고하였다.
이지 중대가 포이를 공격한 후, 립턴은 전시 임관을 통해 소위가 될 것이라는 것을 알게 되었다. 카우드 립턴은 공식적으로, 헤게나우에서 전시 임관을 통해 소위가 되었다. 그 후, 이지중대가 란트베르크의 유대인 수용소를 해방시키면서 립턴은 끔찍한 홀로코스트의 증인이 되기도 한다.
립턴은 이지 중대가 나치의 상징적 고향인 베르히스가텐을 점령하는 것을 도왔다. 이 곳에서 립턴은 영어를 매우 잘 하는 페르디난트 포르셰와 친분을 맺었다. 포르쉐가 L.A.G.A.R 포로 수용소에 수감되어 있던 기간에 둘은 함께 식사를 하기도 하였다.
립턴은 전쟁이 끝나고 이지 중대가 해산될 때까지 이지 중대에 남았다. 립턴은 한국 전쟁이 끝날 때까지 예비역소위로서 육군에 소속되어 있었지만, 한국 전쟁에 참전하지는 않았다.

## 대전 이후
미국에 돌아온 립턴은 마셜 대학교에 복학하였으며 남은 3년 동안 공학을 공부하였다. 공학 학위를 딴 립턴은 유리와 플라스틱 제품을 만드는 오웬 일리노이 사에 들어갔다. 립턴은 회사에서 빠르게 승진하였으며 1952년에는 중간 관리자급이 되었다.
1966년, 립턴은 행정 경영직의 임지였던 미국 뉴저지주 브리지턴으로 이사하였으며, 1971년에는 영국과 스코틀랜드의 8개의 유리 제조사들의 제조 관리부장으로 근무하기 위해 영국 런던으로 이사하였고, 런던에서 몇 년을 살았다. 1982년에 립턴은 미국 오하이오주 톨레도로 이주하여 그 곳에서 은퇴하였는데, 은퇴할 때의 직위는 국제 개발부장이었다.

## 매체에 나온 카우드 립턴
카우드 립턴은 두 개의 텔레비전 프로그램에 출연하였는데, 그의 육성 해설을 들을 수 있는 HBO의 미니시리즈 밴드 오브 브라더스이고, 다른 하나는 이지 중대의 인상적인 실화에 대한 다큐멘터리 ‘우리는 함께 서 있다: 이지 중대의 남자들’이다.
미니시리즈 밴드 오브 브라더스에서 미국 배우 도니 왈버그가 립턴 역을 맡았다.

## 사망
카우드 립턴은 2001년 12월 16일, 미국 노스캐롤라이나주 서던 파인스에서 폐질환 섬유증으로 사망하였다.

## 같이 보기
- 미국 506 낙하산 보병 연대 E 중대
- 《밴드 오브 브라더스》